# As van het kwaad

De As van het kwaad vanuit het perspectief van Bush (rood) en Bolton (geel)

As van het kwaad (Engels: Axis of Evil) is de kwalificatie die de regering van de Verenigde Staten sinds 29 januari 2002 geeft aan landen waarvan de regering zich in de ogen van de VS schuldig maakt aan het beschermen van terroristen.

## Volgens VS: Sponsors van het terrorisme
De term 'As van het kwaad' werd voor het eerst gebruikt door George W. Bush in zijn State of the Union-toespraak van 2002.
De term is bedacht door een tekstschrijver van Bush, David Frum, die aanvankelijk de woorden "as van de haat" voor ogen had. Het woord as is een verwijzing naar de asmogendheden uit de Tweede Wereldoorlog.
De kwalificatie gold aanvankelijk voor de volgende landen:
- Irak
- Iran
- Noord-Korea

Op 6 mei 2002 voegde John R. Bolton er de volgende landen aan toe:
- Cuba
- Libië
- Syrië

Irak werd in 2003 door de Verenigde Staten binnengevallen en wordt sindsdien niet meer tot de 'as' gerekend. In 2003 stopte Libië met haar massavernietigingswapensprogramma en verbeterde Moammar al-Qadhafi de relatie tussen Libië en het Westen. Sindsdien wordt ook Libië niet meer tot de 'as' gerekend. Dat is niet veranderd nadat na de opstand in Libië in 2011 de regering-Qadhafi, met Westerse steun, afgezet is.

## Volgens Iran: As van het Verzet
Iran, door de VS, Israël en het Westen in het algemeen bestempeld als de kwade genius van de As van het kwaad, ziet zichzelf echter als de hoofdprotagonist van wat het naar eigen zeggen de "As van het Verzet" noemt. Het Iraanse regime verzet zich in essentie tegen enerzijds de staat Israël als zionistische entiteit en anderzijds het zgn. Amerikaanse of Westerse imperialisme. De sjiitische Ayatollah's besturen Iran volgens een autoritair, theocratisch, islamistische staatsmodel.  
Naar aanleiding van de Hamas-aanval in Israël 2023 en de daarop volgende reacties van een aantal aan Iran gelinkte groeperingen tegen de VS en Israël kwamen de hoofdrolspelers van de "As van het verzet" opnieuw op de voorgrond. De 'As van het verzet' is m.a.w. een  door Iran financieel, logistiek en militair gesteund, informele alliantie van milities en (terroristische) verzetsbewegingen die over het ganse Midden Oosten zijn verspreid en van daaruit proxy-oorlogen voeren tegen de VS en Israël. Het Iraanse 'beveiligingsnetwerk' probeert daarvoor een soort van corridor tot stand te brengen die vertrekt vanuit van Iran en via Irak en Syrië uitkomt in Libanon. Op die manier kan Iran in een soort van schaduwoorlog zijn regionale belangen en invloedssfeer uitbreiden en veilig stellen zonder de directe confrontatie met Israel te moeten aangaan. De voornaamste verzetgroeperingen die Iran steunen zijn:
- Hezbollah in Libanon
- Islamitische Jihad in Gaza en Westelijke Jordaanoever
- Hamas in Gaza
- Houthi's in Jemen
- milities in Syrië en Irak

## Kritiek en varianten op de term
Critici menen dat "as van het kwaad" een misleidende term is, omdat de asmogendheden in de Tweede Wereldoorlog bondgenoten waren, terwijl dat bij de landen uit de as van het kwaad niet (of niet bewezen) het geval is. Iran en Irak hebben zelfs acht jaar lang oorlog tegen elkaar gevoerd.
Begin 2006 bedacht de Venezolaanse president Hugo Chávez de term 'As van het Goede' (Spaans: Eje del Bien) als een parodie op de As van het Kwaad, om de vriendschap van zijn land met Bolivia en Cuba aan te geven.
In januari 2006 bedacht de Israëlische minister van Defensie Shaul Mofaz de 'As van Terreur' na een aanslag in Tel Aviv. Met de as van terreur werden Iran, Syrië en de Palestijnse Hamas-regering bedoeld.
Het Nederlandse parlementslid Femke Halsema benoemde in de algemene beschouwingen van 2006 een as van religieus kwaad: "Dat zijn de fundamentalistische moslims, maar ook de fundamentalistische Amerikaanse christenen en de Rooms-Katholieke Kerk. Dat is een as van religieus kwaad die de zeggenschap van vrouwen probeert terug te dringen. En de gevolgen zijn desastreus."De woordvoerder van de katholieke Kerk in Nederland, Jan Willem Wits, reageerde hierop in scherpe bewoordingen en verweet Halsema dat ze de historische lading van het begrip "as van het kwaad" niet kende en ze vanuit een verlichtingsfundamentalisme gelovigen tot tweederangsburgers wilde degraderen.